# 萨拉·希尔德布兰特
萨拉·希尔德布兰特（英語：Sarah Hildebrandt，1993年9月23日—），美国女子摔跤运动员。她曾代表美国参加2020年夏季奥林匹克运动会摔跤比赛，获得一枚铜牌。她也曾参加2019年泛美运动会。